# Afgani
Afgani (Afghani) – jednostka monetarna Afganistanu. 1 afgani (Af) = 100 pul (p).

## Historia
W końcu XIX i na początku XX wieku ziemie dzisiejszego Afganistanu znajdowały się pod kontrolą Wielkiej Brytanii. W obiegu były indyjskie rupie, perskie krany oraz rosyjskie ruble. Lokalną walutą wprowadzoną po roku 1880 przez Abdur Rahman Kahna była rupia afgańska zwana również rupią kabulską. Odpowiadała ona 9 gramom srebra. Po uzyskaniu niepodległości w roku 1919 władze podjęły próbę wprowadzenia rupii papierowej.

### Afgani 1925–2003
W roku 1927 (na podstawie ustawy z 14 marca 1925 roku) przeprowadzona została reforma walutowa. Wprowadzono nową walutę afgani dzielące się na 100 pul. 1 afgani równe było 1,1 rupii afgańskiej i początkowo odpowiadało 10 gramom srebra. Pierwsze papierowe banknoty afgani wprowadzono do obiegu w Afganistanie w 1946 roku.
W roku 1978 po wprowadzeniu ISO 4217 afgani otrzymało kod walutowy AFA.
Burzliwe przemiany historyczne (upadek monarchii, wojny domowe, okupacja radziecka, rządy talibów) spowodowały stopniową dewaluację afgani. W roku 2002 1 dolar USA osiągnął wartość 46 000 afgani.